# Copa Conecta 2025
La Copa Conecta 2025 fue la cuarta edición de la Copa Conecta, un torneo oficial celebrado entre los equipos de la Liga Premier de México y la Liga TDP.

## Sistema de competición

### Clasificación
La Copa Conecta es disputada por 32 equipos: 12 provenientes de la Liga Premier y 20 clubes de la Liga TDP. Los 12 clubes de la Segunda División son aquellos quedaron clasificados en sus respectivas posiciones durante el Torneo Apertura de la Serie B. En el caso de la Liga TDP los 20 equipos se dividen entre los 17 líderes de la primera mitad de la temporada en los 17 grupos de la categoría y los tres equipos con el mejor cociente que no fueron líderes de su grupo.

### Desarrollo
El torneo constará de las fases de:
- Dieciseisavos de final
- Octavos de final
- Cuartos de final
- Semifinales
- Final

En todas las rondas las series eliminatorias se jugarán a un solo partido en la sede del equipo de la Liga TDP, en caso de que los clubes coincidan en la misma categoría, el partido será disputado en el estadio del equipo mejor clasificado y tomando como criterio para los emparejamientos la ubicación geográfica de cada uno de los participantes. En caso de empate en el tiempo regular se disputará una serie de tiros penales para definir al ganador de la eliminatoria. Los equipos filiales de escuadras de la Liga MX y Liga de Expansión MX podrán participar en el torneo pero únicamente con los jugadores registrados como parte de esta escuadra.

## Equipos clasificados
| Liga Premier (12 equipos) | Liga TDP (20 equipos) |
| --- | --- |
| Serie B - Artesanos Metepec F.C. - Atlético Pachuca - C.D. Ayense - Calor - Cañoneros F.C. - CDM F.C. - Ciervos F.C. - Cordobés F.C. - Huracanes Izcalli - C.D. Poza Rica - Real Zamora - Santiago F.C. | - Artesanos Metepec TDP - Bombarderos de Tecámac - C.F. Cadereyta - Delfines de Coatzacoalcos - Delfines UGM - Deportiva Venados TDP - Deportivo Etchojoa - Deportivo Zamora F.C. - Dragones de Oaxaca - Ecatepec F.C. - F.C. Fundadores - Guerreros de Autlán - Héroes de Zaci - C.D. Muxes - Orgullo Surtam - Potosinos F.C. - Tapatíos Soccer - Tigres de Álica TDP - Tigres Yautepec - Titanes de Querétaro |

## Cuadro Eliminatorio
Tras cada eliminatoria los equipos serán acomodados de acuerdo al criterio de proximidad geográfica para definir los enfrentamientos en las siguientes fases de la competencia.
|  | Dieciseisavos de final    | Dieciseisavos de final    | Dieciseisavos de final    |                           |                     | Octavos de final    | Octavos de final | Octavos de final |  |                     | Cuartos de final    | Cuartos de final | Cuartos de final |  |               | Semifinales   | Semifinales | Semifinales |  |               | Final         | Final | Final |  |
|  |                           |                           |                           |                           |                     |                     |                  |                  |  |                     |                     |                  |                  |  |               |               |             |             |  |               |               |       |       |  |
|  |                           |                           |                           |                           |                     |                     |                  |                  |  |                     |                     |                  |                  |  |               |               |             |             |  |               |               |       |       |  |
|  | Ecatepec F.C. (p)         | Ecatepec F.C. (p)         | 2 (4)                     |                           |                     |                     |                  |                  |  |                     |                     |                  |                  |  |               |               |             |             |  |               |               |       |       |  |
|  | Ecatepec F.C. (p)         | Ecatepec F.C. (p)         | 2 (4)                     |                           |                     |                     |                  |                  |  |                     |                     |                  |                  |  |               |               |             |             |  |               |               |       |       |  |
|  | Dragones de Oaxaca        | Dragones de Oaxaca        | 2 (3)                     |                           |                     |                     |                  |                  |  |                     |                     |                  |                  |  |               |               |             |             |  |               |               |       |       |  |
|  | Dragones de Oaxaca        | Dragones de Oaxaca        | 2 (3)                     |                           | Ecatepec F.C.       | Ecatepec F.C.       | 2                |                  |  |                     |                     |                  |                  |  |               |               |             |             |  |               |               |       |       |  |
|  |                           |                           |                           |                           | Ecatepec F.C.       | Ecatepec F.C.       | 2                |                  |  |                     |                     |                  |                  |  |               |               |             |             |  |               |               |       |       |  |
|  |                           |                           | Delfines de Coatzacoalcos | Delfines de Coatzacoalcos | 1                   |                     |                  |                  |  |                     |                     |                  |                  |  |               |               |             |             |  |               |               |       |       |  |
|  | Delfines de Coatzacoalcos | Delfines de Coatzacoalcos | Delfines de Coatzacoalcos | Delfines de Coatzacoalcos | 1                   | 1                   |                  |                  |  |                     |                     |                  |                  |  |               |               |             |             |  |               |               |       |       |  |
|  | Delfines de Coatzacoalcos | Delfines de Coatzacoalcos |                           |                           |                     |                     |                  |                  |  |                     |                     |                  |                  |  |               |               |             |             |  |               |               |       |       |  |
|  | Deportiva Venados TDP     | Deportiva Venados TDP     | 0                         |                           |                     |                     |                  |                  |  |                     |                     |                  |                  |  |               |               |             |             |  |               |               |       |       |  |
|  | Deportiva Venados TDP     | Deportiva Venados TDP     | 0                         |                           |                     |                     |                  |                  |  | Ecatepec F.C. (p)   | Ecatepec F.C. (p)   | 2 (12)           |                  |  |               |               |             |             |  |               |               |       |       |  |
|  |                           |                           |                           |                           |                     |                     |                  |                  |  | Ecatepec F.C. (p)   | Ecatepec F.C. (p)   | 2 (12)           |                  |  |               |               |             |             |  |               |               |       |       |  |
|  |                           |                           | Tigres Yautepec           | Tigres Yautepec           | 2 (11)              |                     |                  |                  |  |                     |                     |                  |                  |  |               |               |             |             |  |               |               |       |       |  |
|  | C.D. Muxes                | C.D. Muxes                | Tigres Yautepec           | Tigres Yautepec           | 2 (11)              | 1                   |                  |                  |  |                     |                     |                  |                  |  |               |               |             |             |  |               |               |       |       |  |
|  | C.D. Muxes                | C.D. Muxes                |                           |                           |                     |                     |                  |                  |  |                     |                     |                  |                  |  |               |               |             |             |  |               |               |       |       |  |
|  | Huracanes Izcalli         | Huracanes Izcalli         | 0                         |                           |                     |                     |                  |                  |  |                     |                     |                  |                  |  |               |               |             |             |  |               |               |       |       |  |
|  | Huracanes Izcalli         | Huracanes Izcalli         | 0                         |                           | C.D. Muxes          | C.D. Muxes          | 0                |                  |  |                     |                     |                  |                  |  |               |               |             |             |  |               |               |       |       |  |
|  |                           |                           |                           |                           | C.D. Muxes          | C.D. Muxes          | 0                |                  |  |                     |                     |                  |                  |  |               |               |             |             |  |               |               |       |       |  |
|  |                           |                           | Tigres Yautepec           | Tigres Yautepec           | 1                   |                     |                  |                  |  |                     |                     |                  |                  |  |               |               |             |             |  |               |               |       |       |  |
|  | Tigres Yautepec           | Tigres Yautepec           | Tigres Yautepec           | Tigres Yautepec           | 1                   | 3                   |                  |                  |  |                     |                     |                  |                  |  |               |               |             |             |  |               |               |       |       |  |
|  | Tigres Yautepec           | Tigres Yautepec           |                           |                           |                     |                     |                  |                  |  |                     |                     |                  |                  |  |               |               |             |             |  |               |               |       |       |  |
|  | CDM F.C.                  | CDM F.C.                  | 2                         |                           |                     |                     |                  |                  |  |                     |                     |                  |                  |  |               |               |             |             |  |               |               |       |       |  |
|  | CDM F.C.                  | CDM F.C.                  | 2                         |                           |                     |                     |                  |                  |  |                     |                     |                  |                  |  | Ecatepec F.C. | Ecatepec F.C. | 0           |             |  |               |               |       |       |  |
|  |                           |                           |                           |                           |                     |                     |                  |                  |  |                     |                     |                  |                  |  | Ecatepec F.C. | Ecatepec F.C. | 0           |             |  |               |               |       |       |  |
|  |                           |                           | Santiago F.C.             | Santiago F.C.             | 2                   |                     |                  |                  |  |                     |                     |                  |                  |  |               |               |             |             |  |               |               |       |       |  |
|  | C.F. Cadereyta            | C.F. Cadereyta            | Santiago F.C.             | Santiago F.C.             | 2                   | 1 (2)               |                  |                  |  |                     |                     |                  |                  |  |               |               |             |             |  |               |               |       |       |  |
|  | C.F. Cadereyta            | C.F. Cadereyta            |                           |                           |                     |                     |                  |                  |  |                     |                     |                  |                  |  |               |               |             |             |  |               |               |       |       |  |
|  | Santiago F.C. (p)         | Santiago F.C. (p)         | 1 (3)                     |                           |                     |                     |                  |                  |  |                     |                     |                  |                  |  |               |               |             |             |  |               |               |       |       |  |
|  | Santiago F.C. (p)         | Santiago F.C. (p)         | 1 (3)                     |                           | Santiago F.C. (p)   | Santiago F.C. (p)   | 2 (7)            |                  |  |                     |                     |                  |                  |  |               |               |             |             |  |               |               |       |       |  |
|  |                           |                           |                           |                           | Santiago F.C. (p)   | Santiago F.C. (p)   | 2 (7)            |                  |  |                     |                     |                  |                  |  |               |               |             |             |  |               |               |       |       |  |
|  |                           |                           | C.D. Poza Rica            | C.D. Poza Rica            | 2 (6)               |                     |                  |                  |  |                     |                     |                  |                  |  |               |               |             |             |  |               |               |       |       |  |
|  | Orgullo Surtam            | Orgullo Surtam            | C.D. Poza Rica            | C.D. Poza Rica            | 2 (6)               | 0                   |                  |                  |  |                     |                     |                  |                  |  |               |               |             |             |  |               |               |       |       |  |
|  | Orgullo Surtam            | Orgullo Surtam            |                           |                           |                     |                     |                  |                  |  |                     |                     |                  |                  |  |               |               |             |             |  |               |               |       |       |  |
|  | C.D. Poza Rica            | C.D. Poza Rica            | 1                         |                           |                     |                     |                  |                  |  |                     |                     |                  |                  |  |               |               |             |             |  |               |               |       |       |  |
|  | C.D. Poza Rica            | C.D. Poza Rica            | 1                         |                           |                     |                     |                  |                  |  | Santiago F.C.       | Santiago F.C.       | 2                |                  |  |               |               |             |             |  |               |               |       |       |  |
|  |                           |                           |                           |                           |                     |                     |                  |                  |  | Santiago F.C.       | Santiago F.C.       | 2                |                  |  |               |               |             |             |  |               |               |       |       |  |
|  |                           |                           | Cañoneros F.C.            | Cañoneros F.C.            | 0                   |                     |                  |                  |  |                     |                     |                  |                  |  |               |               |             |             |  |               |               |       |       |  |
|  | Delfines UGM              | Delfines UGM              | Cañoneros F.C.            | Cañoneros F.C.            | 0                   | 0                   |                  |                  |  |                     |                     |                  |                  |  |               |               |             |             |  |               |               |       |       |  |
|  | Delfines UGM              | Delfines UGM              |                           |                           |                     |                     |                  |                  |  |                     |                     |                  |                  |  |               |               |             |             |  |               |               |       |       |  |
|  | Cañoneros F.C.            | Cañoneros F.C.            | 1                         |                           |                     |                     |                  |                  |  |                     |                     |                  |                  |  |               |               |             |             |  |               |               |       |       |  |
|  | Cañoneros F.C.            | Cañoneros F.C.            | 1                         |                           | Cañoneros F.C. (p)  | Cañoneros F.C. (p)  | 0 (4)            |                  |  |                     |                     |                  |                  |  |               |               |             |             |  |               |               |       |       |  |
|  |                           |                           |                           |                           | Cañoneros F.C. (p)  | Cañoneros F.C. (p)  | 0 (4)            |                  |  |                     |                     |                  |                  |  |               |               |             |             |  |               |               |       |       |  |
|  |                           |                           | Ciervos F.C.              | Ciervos F.C.              | 0 (2)               |                     |                  |                  |  |                     |                     |                  |                  |  |               |               |             |             |  |               |               |       |       |  |
|  | Bombarderos de Tecámac    | Bombarderos de Tecámac    | Ciervos F.C.              | Ciervos F.C.              | 0 (2)               | 0 (4)               |                  |                  |  |                     |                     |                  |                  |  |               |               |             |             |  |               |               |       |       |  |
|  | Bombarderos de Tecámac    | Bombarderos de Tecámac    |                           |                           |                     |                     |                  |                  |  |                     |                     |                  |                  |  |               |               |             |             |  |               |               |       |       |  |
|  | Ciervos F.C. (p)          | Ciervos F.C. (p)          | 0 (5)                     |                           |                     |                     |                  |                  |  |                     |                     |                  |                  |  |               |               |             |             |  |               |               |       |       |  |
|  | Ciervos F.C. (p)          | Ciervos F.C. (p)          | 0 (5)                     |                           |                     |                     |                  |                  |  |                     |                     |                  |                  |  |               |               |             |             |  | Santiago F.C. | Santiago F.C. | 3     |       |  |
|  |                           |                           |                           |                           |                     |                     |                  |                  |  |                     |                     |                  |                  |  |               |               |             |             |  | Santiago F.C. | Santiago F.C. | 3     |       |  |
|  |                           |                           | Real Zamora               | Real Zamora               | 0                   |                     |                  |                  |  |                     |                     |                  |                  |  |               |               |             |             |  |               |               |       |       |  |
|  | Guerreros de Autlán       | Guerreros de Autlán       | Real Zamora               | Real Zamora               | 0                   | 2                   |                  |                  |  |                     |                     |                  |                  |  |               |               |             |             |  |               |               |       |       |  |
|  | Guerreros de Autlán       | Guerreros de Autlán       |                           |                           |                     |                     |                  |                  |  |                     |                     |                  |                  |  |               |               |             |             |  |               |               |       |       |  |
|  | F.C. Fundadores           | F.C. Fundadores           | 0                         |                           |                     |                     |                  |                  |  |                     |                     |                  |                  |  |               |               |             |             |  |               |               |       |       |  |
|  | F.C. Fundadores           | F.C. Fundadores           | 0                         |                           | Guerreros de Autlán | Guerreros de Autlán | 0                |                  |  |                     |                     |                  |                  |  |               |               |             |             |  |               |               |       |       |  |
|  |                           |                           |                           |                           | Guerreros de Autlán | Guerreros de Autlán | 0                |                  |  |                     |                     |                  |                  |  |               |               |             |             |  |               |               |       |       |  |
|  |                           |                           | Tigres de Álica TDP       | Tigres de Álica TDP       | 2                   |                     |                  |                  |  |                     |                     |                  |                  |  |               |               |             |             |  |               |               |       |       |  |
|  | Tigres de Álica TDP       | Tigres de Álica TDP       | Tigres de Álica TDP       | Tigres de Álica TDP       | 2                   | 2                   |                  |                  |  |                     |                     |                  |                  |  |               |               |             |             |  |               |               |       |       |  |
|  | Tigres de Álica TDP       | Tigres de Álica TDP       |                           |                           |                     |                     |                  |                  |  |                     |                     |                  |                  |  |               |               |             |             |  |               |               |       |       |  |
|  | Deportivo Etchojoa        | Deportivo Etchojoa        | 0                         |                           |                     |                     |                  |                  |  |                     |                     |                  |                  |  |               |               |             |             |  |               |               |       |       |  |
|  | Deportivo Etchojoa        | Deportivo Etchojoa        | 0                         |                           |                     |                     |                  |                  |  | Tigres de Álica TDP | Tigres de Álica TDP | 1 (3)            |                  |  |               |               |             |             |  |               |               |       |       |  |
|  |                           |                           |                           |                           |                     |                     |                  |                  |  | Tigres de Álica TDP | Tigres de Álica TDP | 1 (3)            |                  |  |               |               |             |             |  |               |               |       |       |  |
|  |                           |                           | Calor (p)                 | Calor (p)                 | 1 (4)               |                     |                  |                  |  |                     |                     |                  |                  |  |               |               |             |             |  |               |               |       |       |  |
|  | Tapatíos Soccer           | Tapatíos Soccer           | Calor (p)                 | Calor (p)                 | 1 (4)               | 2                   |                  |                  |  |                     |                     |                  |                  |  |               |               |             |             |  |               |               |       |       |  |
|  | Tapatíos Soccer           | Tapatíos Soccer           |                           |                           |                     |                     |                  |                  |  |                     |                     |                  |                  |  |               |               |             |             |  |               |               |       |       |  |
|  | C.D. Ayense               | C.D. Ayense               | 0                         |                           |                     |                     |                  |                  |  |                     |                     |                  |                  |  |               |               |             |             |  |               |               |       |       |  |
|  | C.D. Ayense               | C.D. Ayense               | 0                         |                           | Tapatíos Soccer     | Tapatíos Soccer     | 1                |                  |  |                     |                     |                  |                  |  |               |               |             |             |  |               |               |       |       |  |
|  |                           |                           |                           |                           | Tapatíos Soccer     | Tapatíos Soccer     | 1                |                  |  |                     |                     |                  |                  |  |               |               |             |             |  |               |               |       |       |  |
|  |                           |                           | Calor                     | Calor                     | 3                   |                     |                  |                  |  |                     |                     |                  |                  |  |               |               |             |             |  |               |               |       |       |  |
|  | Potosinos F.C.            | Potosinos F.C.            | Calor                     | Calor                     | 3                   | 2 (2)               |                  |                  |  |                     |                     |                  |                  |  |               |               |             |             |  |               |               |       |       |  |
|  | Potosinos F.C.            | Potosinos F.C.            |                           |                           |                     |                     |                  |                  |  |                     |                     |                  |                  |  |               |               |             |             |  |               |               |       |       |  |
|  | Calor (p)                 | Calor (p)                 | 2 (4)                     |                           |                     |                     |                  |                  |  |                     |                     |                  |                  |  |               |               |             |             |  |               |               |       |       |  |
|  | Calor (p)                 | Calor (p)                 | 2 (4)                     |                           |                     |                     |                  |                  |  |                     |                     |                  |                  |  | Calor         | Calor         | 1 (2)       |             |  |               |               |       |       |  |
|  |                           |                           |                           |                           |                     |                     |                  |                  |  |                     |                     |                  |                  |  | Calor         | Calor         | 1 (2)       |             |  |               |               |       |       |  |
|  |                           |                           | Real Zamora (p)           | Real Zamora (p)           | 1 (3)               |                     |                  |                  |  |                     |                     |                  |                  |  |               |               |             |             |  |               |               |       |       |  |
|  | Héroes de Zaci (p)        | Héroes de Zaci (p)        | Real Zamora (p)           | Real Zamora (p)           | 1 (3)               | 1 (3)               |                  |                  |  |                     |                     |                  |                  |  |               |               |             |             |  |               |               |       |       |  |
|  | Héroes de Zaci (p)        | Héroes de Zaci (p)        |                           |                           |                     |                     |                  |                  |  |                     |                     |                  |                  |  |               |               |             |             |  |               |               |       |       |  |
|  | Cordobés F.C.             | Cordobés F.C.             | 1 (1)                     |                           |                     |                     |                  |                  |  |                     |                     |                  |                  |  |               |               |             |             |  |               |               |       |       |  |
|  | Cordobés F.C.             | Cordobés F.C.             | 1 (1)                     |                           | Héroes de Zaci      | Héroes de Zaci      | 3                |                  |  |                     |                     |                  |                  |  |               |               |             |             |  |               |               |       |       |  |
|  |                           |                           |                           |                           | Héroes de Zaci      | Héroes de Zaci      | 3                |                  |  |                     |                     |                  |                  |  |               |               |             |             |  |               |               |       |       |  |
|  |                           |                           | Artesanos Metepec TDP     | Artesanos Metepec TDP     | 0                   |                     |                  |                  |  |                     |                     |                  |                  |  |               |               |             |             |  |               |               |       |       |  |
|  | Artesanos Metepec TDP     | Artesanos Metepec TDP     | Artesanos Metepec TDP     | Artesanos Metepec TDP     | 0                   | 1                   |                  |                  |  |                     |                     |                  |                  |  |               |               |             |             |  |               |               |       |       |  |
|  | Artesanos Metepec TDP     | Artesanos Metepec TDP     |                           |                           |                     |                     |                  |                  |  |                     |                     |                  |                  |  |               |               |             |             |  |               |               |       |       |  |
|  | Artesanos Metepec         | Artesanos Metepec         | 0                         |                           |                     |                     |                  |                  |  |                     |                     |                  |                  |  |               |               |             |             |  |               |               |       |       |  |
|  | Artesanos Metepec         | Artesanos Metepec         | 0                         |                           |                     |                     |                  |                  |  | Héroes de Zaci      | Héroes de Zaci      | 0                |                  |  |               |               |             |             |  |               |               |       |       |  |
|  |                           |                           |                           |                           |                     |                     |                  |                  |  | Héroes de Zaci      | Héroes de Zaci      | 0                |                  |  |               |               |             |             |  |               |               |       |       |  |
|  |                           |                           | Real Zamora               | Real Zamora               | 2                   |                     |                  |                  |  |                     |                     |                  |                  |  |               |               |             |             |  |               |               |       |       |  |
|  | Titanes de Querétaro      | Titanes de Querétaro      | Real Zamora               | Real Zamora               | 2                   | 0                   |                  |                  |  |                     |                     |                  |                  |  |               |               |             |             |  |               |               |       |       |  |
|  | Titanes de Querétaro      | Titanes de Querétaro      |                           |                           |                     |                     |                  |                  |  |                     |                     |                  |                  |  |               |               |             |             |  |               |               |       |       |  |
|  | Atlético Pachuca          | Atlético Pachuca          | 3                         |                           |                     |                     |                  |                  |  |                     |                     |                  |                  |  |               |               |             |             |  |               |               |       |       |  |
|  | Atlético Pachuca          | Atlético Pachuca          | 3                         |                           | Atlético Pachuca    | Atlético Pachuca    | 1 (2)            |                  |  |                     |                     |                  |                  |  |               |               |             |             |  |               |               |       |       |  |
|  |                           |                           |                           |                           | Atlético Pachuca    | Atlético Pachuca    | 1 (2)            |                  |  |                     |                     |                  |                  |  |               |               |             |             |  |               |               |       |       |  |
|  |                           |                           | Real Zamora (p)           | Real Zamora (p)           | 1 (3)               |                     |                  |                  |  |                     |                     |                  |                  |  |               |               |             |             |  |               |               |       |       |  |
|  | Deportivo Zamora F.C.     | Deportivo Zamora F.C.     | Real Zamora (p)           | Real Zamora (p)           | 1 (3)               | 1 (2)               |                  |                  |  |                     |                     |                  |                  |  |               |               |             |             |  |               |               |       |       |  |
|  | Deportivo Zamora F.C.     | Deportivo Zamora F.C.     |                           |                           |                     |                     |                  |                  |  |                     |                     |                  |                  |  |               |               |             |             |  |               |               |       |       |  |
|  | Real Zamora (p)           | Real Zamora (p)           | 1 (4)                     |                           |                     |                     |                  |                  |  |                     |                     |                  |                  |  |               |               |             |             |  |               |               |       |       |  |
|  | Real Zamora (p)           | Real Zamora (p)           | 1 (4)                     |                           |                     |                     |                  |                  |  |                     |                     |                  |                  |  |               |               |             |             |  |               |               |       |       |  |
|  |                           |                           |                           |                           |                     |                     |                  |                  |  |                     |                     |                  |                  |  |               |               |             |             |  |               |               |       |       |  |

## Desarrollo

### Dieciseisavos de final
Los partidos se llevaron a cabo en la sede del equipo de la categoría inferior o en el estadio del club mejor clasificado si ambos equipos coincidieron en la misma liga.
| 21 de enero de 2025 | C.D. Muxes       | 1:0 (0:0) | Huracanes Izcalli | Deportivo Lázaro Cárdenas, Ciudad de México                             |                                                                         |
| 10:30 (UTC -6)      | S. Hernández 88' | Reporte   |                   | Asistencia: 100 espectadores Árbitro(s): Edson Enrique Castañón Ramírez | Asistencia: 100 espectadores Árbitro(s): Edson Enrique Castañón Ramírez |

| 22 de enero de 2025 | Héroes de Zaci | 1:1 (0:1) (3:1 p.) | Cordobés F.C.     | Instalaciones FMF Cancha 1, Toluca, Estado de México       |                                                            |
| 11:00 (UTC -6)      | R. Román 90'   | Reporte            | P. de la Rosa 45' | Asistencia: 0 espectadores Árbitro(s): Ximena Márquez Ruíz | Asistencia: 0 espectadores Árbitro(s): Ximena Márquez Ruíz |

| 21 de enero de 2025 | Ecatepec F.C.                     | 2:2 (0:0) (4:3 p.) | Dragones de Oaxaca            | Estadio Guadalupe Victoria, Ecatepec, Estado de México                |                                                                       |
| 12:00 (UTC -6)      | A. Martínez 65' · J. Granados 83' | Reporte            | C. Alva 67' · J. González 86' | Asistencia: 100 espectadores Árbitro(s): José Carlos Meléndez Cansino | Asistencia: 100 espectadores Árbitro(s): José Carlos Meléndez Cansino |

| 21 de enero de 2025 | Artesanos Metepec TDP | 1:0     | Artesanos Metepec | Unidad Deportiva Alarcón Hisojo, Metepec, Estado de México |                                      |
| 12:00 (UTC -6)      |                       | Reporte |                   | Árbitro(s): Francisco Pérez Toledano                       | Árbitro(s): Francisco Pérez Toledano |

| 21 de enero de 2025 | Delfines UGM | 0:1 (0:0) | Cañoneros F.C.     | Estadio UGM, Nogales, Veracruz                                           |                                                                          |
| 15:00 (UTC -6)      |              | Reporte   | S. Tlaxcalteco 67' | Asistencia: 200 espectadores Árbitro(s): Brayan Daniel Escobar Hernández | Asistencia: 200 espectadores Árbitro(s): Brayan Daniel Escobar Hernández |

| 21 de enero de 2025 | Bombarderos de Tecámac | 0:0 (4:5 p.) | Ciervos F.C. | Deportivo Sierra Hermosa, Tecámac, Estado de México                 |                                                                     |
| 15:30 (UTC -6)      |                        | Reporte      |              | Asistencia: 100 espectadores Árbitro(s): Edwin Alejandro Marín Luna | Asistencia: 100 espectadores Árbitro(s): Edwin Alejandro Marín Luna |

| 21 de enero de 2025 | Titanes de Querétaro | 0:3 (0:2) | Atlético Pachuca                                  | Unidad Deportiva San José Iturbide, San José Iturbide, Guanajuato |                                                            |
| 15:30 (UTC -6)      |                      | Reporte   | J. González 36' · R. Godínez 42' · I. Navarro 86' | Asistencia: 70 espectadores Árbitro(s): Yair Ugalde Rivera        | Asistencia: 70 espectadores Árbitro(s): Yair Ugalde Rivera |

| 21 de enero de 2025 | Tapatíos Soccer               | 2:0 (0:0) | C.D. Ayense | Centro de Alto Rendimiento Tapatíos, Zapopan, Jalisco               |                                                                     |
| 20:00 (UTC -6)      | G. Cejas 73' · J. Mendoza 83' | Reporte   |             | Asistencia: 150 espectadores Árbitro(s): Carlos Zohet Martínez Vega | Asistencia: 150 espectadores Árbitro(s): Carlos Zohet Martínez Vega |

| 21 de enero de 2025 | Deportivo Zamora F.C. | 1:1 (0:0) (2:4 p.) | Real Zamora   | Unidad Deportiva El Chamizal, Zamora, Michoacán                             |                                                                             |
| 20:00 (UTC -6)      | J. Cervantes 79'      | Reporte            | M. Ibarra 90' | Asistencia: 1 000 espectadores Árbitro(s): Jesús Octavio Lozuna Elizarraras | Asistencia: 1 000 espectadores Árbitro(s): Jesús Octavio Lozuna Elizarraras |

| 21 de enero de 2025 | C.F. Cadereyta | 1:1 (0:1) (2:3 p.) | Santiago F.C.  | Estadio Clemente Salinas Netro, Cadereyta, Nuevo León                   |                                                                         |
| 20:00 (UTC -6)      | D. Lira 21'    | Reporte            | M. Morales 65' | Asistencia: 50 espectadores Árbitro(s): Antonio Jesús Villarreal Carlos | Asistencia: 50 espectadores Árbitro(s): Antonio Jesús Villarreal Carlos |

| 22 de enero de 2025 | Potosinos F.C.                        | 2:2 (1:2) (2:4 p.) | Calor                       | Unidad Deportiva Adolfo López Mateos, San Luis Potosí, S.L.P.     |                                                                   |
| 10:00 (UTC -6)      | A. de la Torre 21' · L. Rodríguez 84' | Reporte            | R. Macías 11' · J. Cano 41' | Asistencia: 50 espectadores Árbitro(s): José Luis Hernández Ochoa | Asistencia: 50 espectadores Árbitro(s): José Luis Hernández Ochoa |

| 22 de enero de 2025 | Orgullo Surtam | 0:1 (0:1) | C.D. Poza Rica | Estadio Olímpico de la Ciudad Deportiva, Tampico, Tamaulipas           |                                                                        |
| 15:00 (UTC -6)      |                | Reporte   | D. Núñez 24'   | Asistencia: 250 espectadores Árbitro(s): Rolando Arturo Alcalá Ramírez | Asistencia: 250 espectadores Árbitro(s): Rolando Arturo Alcalá Ramírez |

| 22 de enero de 2025 | Guerreros de Autlán | 2:0     | F.C. Fundadores | Unidad Deportiva Chapultepec, Autlán, Jalisco |                                             |
| 16:00 (UTC -6)      |                     | Reporte |                 | Árbitro(s): Luigui Israel Casillas Lupercio   | Árbitro(s): Luigui Israel Casillas Lupercio |

| 22 de enero de 2025 | Delfines de Coatzacoalcos | 1:0 (0:0) | Deportiva Venados TDP | Estadio Rafael Hernández Ochoa, Coatzacoalcos, Veracruz             |                                                                     |
| 16:00 (UTC -6)      | C. Aguilar 55'            | Reporte   |                       | Asistencia: 1 200 espectadores Árbitro(s): Maximiliano Arias Guzmán | Asistencia: 1 200 espectadores Árbitro(s): Maximiliano Arias Guzmán |

| 22 de enero de 2025 | Tigres de Álica TDP            | 2:0 (1:0) | Deportivo Etchojoa | Estadio Nicolás Álvarez Ortega, Tepic, Nayarit                    |                                                                   |
| 16:00 (UTC -7)      | R. García 7' · J. Anguiano 60' | Reporte   |                    | Asistencia: 200 espectadores Árbitro(s): Ángel Azael Azamar Ponce | Asistencia: 200 espectadores Árbitro(s): Ángel Azael Azamar Ponce |

| 22 de enero de 2025 | Tigres Yautepec                                 | 3:2 (2:1) | CDM F.C.                         | Campo deportivo Yautepec, Yautepec, Morelos                             |                                                                         |
| 18:00 (UTC -6)      | V. Rodríguez 6' · E. García 10' · C. García 66' | Reporte   | D. Dávila 39' · D. Velázquez 76' | Asistencia: 200 espectadores Árbitro(s): Julio Eduardo Candelas Ramírez | Asistencia: 200 espectadores Árbitro(s): Julio Eduardo Candelas Ramírez |

### Octavos de final
Enfrentamientos anunciados el 23 de enero de 2025. Los partidos se llevaron a cabo en la sede del equipo de la categoría inferior o en el estadio del club mejor clasificado si ambos equipos coinciden en la misma liga.
| 4 de febrero de 2025 | C.D. Muxes | 0:1 (0:0) | Tigres Yautepec | Deportivo Lázaro Cárdenas, Ciudad de México                       |                                                                   |
| 11:00 (UTC -6)       |            | Reporte   | S. Gil 63'      | Asistencia: 150 espectadores Árbitro(s): Francisco Pérez Toledano | Asistencia: 150 espectadores Árbitro(s): Francisco Pérez Toledano |

| 4 de febrero de 2025 | Ecatepec F.C.                  | 2:1 (2:0) | Delfines de Coatzacoalcos | Estadio Guadalupe Victoria, Ecatepec, Estado de México           |                                                                  |
| 12:00 (UTC -6)       | J. Granados 19' · L. Pérez 41' | Reporte   | A. Pang 74'               | Asistencia: 100 espectadores Árbitro(s): Benjamín Zúñiga Antonio | Asistencia: 100 espectadores Árbitro(s): Benjamín Zúñiga Antonio |

| 5 de febrero de 2025 | Héroes de Zaci                                      | 3:0 (1:0) | Artesanos Metepec TDP | Deportivo Lázaro Cárdenas, Ciudad de México                            |                                                                        |
| 11:00 (UTC -6)       | C. Rodríguez 41' · J. Hernández 46' · J. Flores 52' | Reporte   |                       | Asistencia: 80 espectadores Árbitro(s): Ángel Emmanuel Alzaga Esquivel | Asistencia: 80 espectadores Árbitro(s): Ángel Emmanuel Alzaga Esquivel |

| 4 de febrero de 2025 | Cañoneros F.C. | 0:0 (4:2 p.) | Ciervos F.C. | Estadio Antonio M. Quirasco, Xalapa, Veracruz                           |                                                                         |
| 12:00 (UTC -6)       |                | Reporte      |              | Asistencia: 100 espectadores Árbitro(s): Julio Eduardo Candelas Ramírez | Asistencia: 100 espectadores Árbitro(s): Julio Eduardo Candelas Ramírez |

| 4 de febrero de 2025 | Atlético Pachuca | 1:1 (1:1) (2:3 p.) | Real Zamora   | Estadio Municipal de Atitalaquia, Atitalaquia, Hidalgo                     |                                                                            |
| 16:00 (UTC -6)       | J. González 2'   | Reporte            | E. Ávalos 34' | Asistencia: 100 espectadores Árbitro(s): Andrés Benjamín Hernández Barraza | Asistencia: 100 espectadores Árbitro(s): Andrés Benjamín Hernández Barraza |

| 4 de febrero de 2025 | Tapatíos Soccer | 1:3 (0:1) | Calor                                          | Centro de Alto Rendimiento Tapatíos, Zapopan, Jalisco              |                                                                    |
| 20:00 (UTC -6)       | I. González 79' | Reporte   | J. González 28' · D. Borjas 73' · C. López 90' | Asistencia: 200 espectadores Árbitro(s): José Andrés Elías Zarzoza | Asistencia: 200 espectadores Árbitro(s): José Andrés Elías Zarzoza |

| 4 de febrero de 2025 | Santiago F.C.                     | 2:2 (1:0) (7:6 p.) | C.D. Poza Rica                     | Cancha FCD El Barrial, Santiago, Nuevo León                            |                                                                        |
| 19:00 (UTC -6)       | M. Morales 15' · J. Rodríguez 82' | Reporte            | J. González 73' · H. Melgarejo 84' | Asistencia: 200 espectadores Árbitro(s): Alan Alejandro López Mancilla | Asistencia: 200 espectadores Árbitro(s): Alan Alejandro López Mancilla |

| 5 de febrero de 2025 | Guerreros de Autlán | 0:2 (0:1) | Tigres de Álica TDP         | Unidad Deportiva Chapultepec, Autlán, Jalisco                       |                                                                     |
| 16:00 (UTC -6)       |                     | Reporte   | S. Durán 23' · J. Gómez 52' | Asistencia: 600 espectadores Árbitro(s): Carlos Zohet Martínez Vega | Asistencia: 600 espectadores Árbitro(s): Carlos Zohet Martínez Vega |

### Cuartos de final
Enfrentamientos anunciados el 7 de febrero de 2025. Los partidos se llevaron a cabo en la sede del equipo de la categoría inferior o en el estadio del club mejor clasificado si ambos equipos militan en la misma liga.
| 18 de febrero de 2025 | Ecatepec F.C.                   | 2:2 (1:0) (12:11 p.) | Tigres Yautepec              | Estadio Guadalupe Victoria, Ecatepec, Estado de México            |                                                                   |
| 16:00 (UTC -6)        | J. Granados 28' · C. Zamora 72' | Reporte              | A. López 59' · E. García 69' | Asistencia: 200 espectadores Árbitro(s): Maximiliano Arias Guzmán | Asistencia: 200 espectadores Árbitro(s): Maximiliano Arias Guzmán |

| 18 de febrero de 2025 | Héroes de Zaci | 0:2 (0:1) | Real Zamora                   | Deportivo Lázaro Cárdenas, Ciudad de México                             |                                                                         |
| 11:00 (UTC -6)        |                | Reporte   | E. Ávalos 16' · O. Medina 83' | Asistencia: 150 espectadores Árbitro(s): Julio Eduardo Candelas Ramírez | Asistencia: 150 espectadores Árbitro(s): Julio Eduardo Candelas Ramírez |

| 18 de febrero de 2025 | Santiago F.C.                     | 2:0 (0:0) | Cañoneros F.C. | La Capilla Soccer Park, Allende, Nuevo León                             |                                                                         |
| 19:00 (UTC -6)        | M. Morales 48' · J. Ontiveros 90' | Reporte   |                | Asistencia: 50 espectadores Árbitro(s): Antonio Jesús Villarreal Carlos | Asistencia: 50 espectadores Árbitro(s): Antonio Jesús Villarreal Carlos |

| 19 de febrero de 2025 | Tigres de Álica TDP | 1:1 (0:0) (3:4 p.) | Calor         | Estadio Nicolás Álvarez Ortega, Tepic, Nayarit                         |                                                                        |
| 16:00 (UTC -7)        | A. Oviedo 90'       | Reporte            | R. Macías 50' | Asistencia: 150 espectadores Árbitro(s): Alan Eduardo Contreras Sotelo | Asistencia: 150 espectadores Árbitro(s): Alan Eduardo Contreras Sotelo |

### Semifinales
Enfrentamientos anunciados el 21 de febrero de 2025. Los partidos se llevarán a cabo en la sede del equipo de la categoría inferior o en el estadio del club mejor clasificado si ambos equipos militan en la misma liga.
| 4 de marzo de 2025 | Calor         | 1:1 (1:1) (2:3 p.) | Real Zamora | Estadio Antonio R. Márquez, San Juan de los Lagos, Jalisco         |                                                                    |
| 16:00 (UTC -6)     | C. Vargas 41' | Reporte            | J. Cano 26' | Asistencia: 50 espectadores Árbitro(s): Irvin Aldair Acosta Urbina | Asistencia: 50 espectadores Árbitro(s): Irvin Aldair Acosta Urbina |

| 4 de marzo de 2025 | Ecatepec F.C. | 0:2 (0:2) | Santiago F.C.                 | Estadio Guadalupe Victoria, Ecatepec, Estado de México                  |                                                                         |
| 16:00 (UTC -6)     |               | Reporte   | C. Solís 15' · P. Sánchez 33' | Asistencia: 500 espectadores Árbitro(s): Julio Eduardo Candelas Ramírez | Asistencia: 500 espectadores Árbitro(s): Julio Eduardo Candelas Ramírez |

### Final
| 18 de marzo de 2025 | Santiago F.C.                                      | 3:0 (2:0) | Real Zamora | La Capilla Soccer Park, Allende, Nuevo León                       |                                                                   |
| 19:00 (UTC -6)      | J. Morales 21' · P. Sánchez 31' · D. Uriarte 90+4' | Reporte   |             | Asistencia: 700 espectadores Árbitro(s): Maximiliano Arias Guzmán | Asistencia: 700 espectadores Árbitro(s): Maximiliano Arias Guzmán |

| 12    | Guardameta     | Jesús Tamayo    |     |
| 4     | Defensa        | César Ruiz      |     |
| 5     | Defensa        | Osvaldo Bernal  |     |
| 7     | Defensa        | Johan Rodríguez |     |
| 8     | Defensa        | Erick Ávalos    |     |
| 15    | Defensa        | Kevin Cedillo   | 83' |
| 6     | Centrocampista | Ángel Rodríguez |     |
| 17    | Centrocampista | Pablo Sánchez   |     |
| 24    | Centrocampista | Diego Agüero    |     |
| 9     | Delantero      | Juan Gámez      | 71' |
| 20    | Delantero      | Josué Morales   | 77' |
| D. T. | D. T.          | Martín Moreno   |     |

| 1     | Guardameta     | Alejandro Madrigal |     |
| 5     | Defensa        | Luis Reyes         |     |
| 6     | Defensa        | Leonardo Chávez    |     |
| 18    | Defensa        | Carlos Rodríguez   |     |
| 37    | Defensa        | Jonathan Sánchez   | 45' |
| 44    | Defensa        | Oscar Villegas     | 79' |
| 48    | Centrocampista | Gael Sánchez       | 66' |
| 22    | Centrocampista | Santos Ríos        |     |
| 9     | Delantero      | Enrique Ávalos     |     |
| 11    | Delantero      | Osvaldo Medina     | 79' |
| 12    | Delantero      | Felipe García      | 66' |
| D. T. | D. T.          | Edgar Martínez     |     |

| 35 | Delantero      | Diego Uriarte   | 71' |
| 2  | Centrocampista | Víctor Zacarías | 77' |
| 10 | Centrocampista | Luis Chairez    | 83' |

| 24 | Defensa        | Yasiel Tinoco   | 45' |
| 39 | Centrocampista | Marco Ibarra    | 66' |
| 38 | Defensa        | Arturo Iniestra | 66' |
| 46 | Centrocampista | Juan Sánchez    | 79' |
| 15 | Delantero      | Carlos García   | 79' |

| 21' · 31' · 90+4' | Josué Morales Pablo Sánchez Diego Uriarte | 1:0 2:0 3:0 |

| 30' · 58' · 74' | Johan Rodríguez Ángel Rodríguez Josué Morales |

| 45' · 65' · 90' | Felipe García Gael Sánchez Carlos Rodríguez |

| Principal  | Maximiliano Arias Guzmán   |
| Asistentes | Luis Ricardo Sierra Frías  |
|            | Alfredo Domínguez Medina   |
| Cuarto     | Irvin Aldair Acosta Urbina |

| 12    | Guardameta     | Jesús Tamayo    |     |
| 4     | Defensa        | César Ruiz      |     |
| 5     | Defensa        | Osvaldo Bernal  |     |
| 7     | Defensa        | Johan Rodríguez |     |
| 8     | Defensa        | Erick Ávalos    |     |
| 15    | Defensa        | Kevin Cedillo   | 83' |
| 6     | Centrocampista | Ángel Rodríguez |     |
| 17    | Centrocampista | Pablo Sánchez   |     |
| 24    | Centrocampista | Diego Agüero    |     |
| 9     | Delantero      | Juan Gámez      | 71' |
| 20    | Delantero      | Josué Morales   | 77' |
| D. T. | D. T.          | Martín Moreno   |     |

| 1     | Guardameta     | Alejandro Madrigal |     |
| 5     | Defensa        | Luis Reyes         |     |
| 6     | Defensa        | Leonardo Chávez    |     |
| 18    | Defensa        | Carlos Rodríguez   |     |
| 37    | Defensa        | Jonathan Sánchez   | 45' |
| 44    | Defensa        | Oscar Villegas     | 79' |
| 48    | Centrocampista | Gael Sánchez       | 66' |
| 22    | Centrocampista | Santos Ríos        |     |
| 9     | Delantero      | Enrique Ávalos     |     |
| 11    | Delantero      | Osvaldo Medina     | 79' |
| 12    | Delantero      | Felipe García      | 66' |
| D. T. | D. T.          | Edgar Martínez     |     |

| 35 | Delantero      | Diego Uriarte   | 71' |
| 2  | Centrocampista | Víctor Zacarías | 77' |
| 10 | Centrocampista | Luis Chairez    | 83' |

| 24 | Defensa        | Yasiel Tinoco   | 45' |
| 39 | Centrocampista | Marco Ibarra    | 66' |
| 38 | Defensa        | Arturo Iniestra | 66' |
| 46 | Centrocampista | Juan Sánchez    | 79' |
| 15 | Delantero      | Carlos García   | 79' |

| 21' · 31' · 90+4' | Josué Morales Pablo Sánchez Diego Uriarte | 1:0 2:0 3:0 |

| 30' · 58' · 74' | Johan Rodríguez Ángel Rodríguez Josué Morales |

| 45' · 65' · 90' | Felipe García Gael Sánchez Carlos Rodríguez |

| Principal  | Maximiliano Arias Guzmán   |
| Asistentes | Luis Ricardo Sierra Frías  |
|            | Alfredo Domínguez Medina   |
| Cuarto     | Irvin Aldair Acosta Urbina |

| 12    | Guardameta     | Jesús Tamayo    |     |
| 4     | Defensa        | César Ruiz      |     |
| 5     | Defensa        | Osvaldo Bernal  |     |
| 7     | Defensa        | Johan Rodríguez |     |
| 8     | Defensa        | Erick Ávalos    |     |
| 15    | Defensa        | Kevin Cedillo   | 83' |
| 6     | Centrocampista | Ángel Rodríguez |     |
| 17    | Centrocampista | Pablo Sánchez   |     |
| 24    | Centrocampista | Diego Agüero    |     |
| 9     | Delantero      | Juan Gámez      | 71' |
| 20    | Delantero      | Josué Morales   | 77' |
| D. T. | D. T.          | Martín Moreno   |     |

| 1     | Guardameta     | Alejandro Madrigal |     |
| 5     | Defensa        | Luis Reyes         |     |
| 6     | Defensa        | Leonardo Chávez    |     |
| 18    | Defensa        | Carlos Rodríguez   |     |
| 37    | Defensa        | Jonathan Sánchez   | 45' |
| 44    | Defensa        | Oscar Villegas     | 79' |
| 48    | Centrocampista | Gael Sánchez       | 66' |
| 22    | Centrocampista | Santos Ríos        |     |
| 9     | Delantero      | Enrique Ávalos     |     |
| 11    | Delantero      | Osvaldo Medina     | 79' |
| 12    | Delantero      | Felipe García      | 66' |
| D. T. | D. T.          | Edgar Martínez     |     |

| 35 | Delantero      | Diego Uriarte   | 71' |
| 2  | Centrocampista | Víctor Zacarías | 77' |
| 10 | Centrocampista | Luis Chairez    | 83' |

| 24 | Defensa        | Yasiel Tinoco   | 45' |
| 39 | Centrocampista | Marco Ibarra    | 66' |
| 38 | Defensa        | Arturo Iniestra | 66' |
| 46 | Centrocampista | Juan Sánchez    | 79' |
| 15 | Delantero      | Carlos García   | 79' |

| 21' · 31' · 90+4' | Josué Morales Pablo Sánchez Diego Uriarte | 1:0 2:0 3:0 |

| 30' · 58' · 74' | Johan Rodríguez Ángel Rodríguez Josué Morales |

| 45' · 65' · 90' | Felipe García Gael Sánchez Carlos Rodríguez |

| Principal  | Maximiliano Arias Guzmán   |
| Asistentes | Luis Ricardo Sierra Frías  |
|            | Alfredo Domínguez Medina   |
| Cuarto     | Irvin Aldair Acosta Urbina |

| 12    | Guardameta     | Jesús Tamayo    |     |
| 4     | Defensa        | César Ruiz      |     |
| 5     | Defensa        | Osvaldo Bernal  |     |
| 7     | Defensa        | Johan Rodríguez |     |
| 8     | Defensa        | Erick Ávalos    |     |
| 15    | Defensa        | Kevin Cedillo   | 83' |
| 6     | Centrocampista | Ángel Rodríguez |     |
| 17    | Centrocampista | Pablo Sánchez   |     |
| 24    | Centrocampista | Diego Agüero    |     |
| 9     | Delantero      | Juan Gámez      | 71' |
| 20    | Delantero      | Josué Morales   | 77' |
| D. T. | D. T.          | Martín Moreno   |     |

| 1     | Guardameta     | Alejandro Madrigal |     |
| 5     | Defensa        | Luis Reyes         |     |
| 6     | Defensa        | Leonardo Chávez    |     |
| 18    | Defensa        | Carlos Rodríguez   |     |
| 37    | Defensa        | Jonathan Sánchez   | 45' |
| 44    | Defensa        | Oscar Villegas     | 79' |
| 48    | Centrocampista | Gael Sánchez       | 66' |
| 22    | Centrocampista | Santos Ríos        |     |
| 9     | Delantero      | Enrique Ávalos     |     |
| 11    | Delantero      | Osvaldo Medina     | 79' |
| 12    | Delantero      | Felipe García      | 66' |
| D. T. | D. T.          | Edgar Martínez     |     |

| 35 | Delantero      | Diego Uriarte   | 71' |
| 2  | Centrocampista | Víctor Zacarías | 77' |
| 10 | Centrocampista | Luis Chairez    | 83' |

| 24 | Defensa        | Yasiel Tinoco   | 45' |
| 39 | Centrocampista | Marco Ibarra    | 66' |
| 38 | Defensa        | Arturo Iniestra | 66' |
| 46 | Centrocampista | Juan Sánchez    | 79' |
| 15 | Delantero      | Carlos García   | 79' |

| 21' · 31' · 90+4' | Josué Morales Pablo Sánchez Diego Uriarte | 1:0 2:0 3:0 |

| 30' · 58' · 74' | Johan Rodríguez Ángel Rodríguez Josué Morales |

| 45' · 65' · 90' | Felipe García Gael Sánchez Carlos Rodríguez |

| Principal  | Maximiliano Arias Guzmán   |
| Asistentes | Luis Ricardo Sierra Frías  |
|            | Alfredo Domínguez Medina   |
| Cuarto     | Irvin Aldair Acosta Urbina |

| Campeón Copa Conecta 2025 |
| ------------------------- |
|                           |
| Santiago F.C.             |
| 1° Título                 |